# Karpaltunnelsyndrom
Karpaltunnelsyndrom, även kallat medianusentrapment, är en medicinsk åkomma där smärta/domningar/svaghet i handen orsakas av att nervus medianus i karpaltunneln i handleden klämts. Tillståndet är vanligt med en prevalens på 4 procent och incidens på 428 kvinnor och 182 män per 100 000 personer. Det har föreslagits kopplingar till vissa yrken där man utsätts för långvariga vibrationer samt lyfter tungt med flekterade handleder. Enligt SBU 2022 kan arbeten som innefattar kraftkrävande och repetitiva handrörelser innebära ökad risk för karpaltunnessyndrom. Karpaltunnelssyndrom förekommer ofta vid graviditet, diabetes mellitus, hypotyreos samt vid B12- och folatbrist.

## Symptom
Typiska symptom är smärta, domningar, alternativt brännande känsla, och stickningar i tumme,  pek-, lång- och radiella (mot tummen) halvan av ringfingret. Ibland kan även muskelförtvining och svaghet i tenarmuskulaturen förekomma samt värk i basen av handflatan. Ibland kan smärtan stråla ända upp till axeln. I början är ofta besvären intermittenta (kommer och går) både dag- och nattetid som kan övergå i konstanta besvär. Exempel på aktiviteter som kan provocera besväret kan vara tandborstning, prata i telefon eller cykla. Drabbade kan vakna nattetid av besväret.

## Orsaker
I handledens insida finns karpaltunneln, en 4 cm lång kanal i övergången mellan handleden och handen, där fingrarnas böjsenor och medianusnerven passerar. Vid trängsel i denna passage sker påverkan på medianusnerven. Besvären beror på ett ökat tryck i tunneln som gör att nerven blir klämd. Det kan finnas många orsaker till att denna tryckökning uppstår. Exempelvis systemsjukdom som diabetes mellitus eller pga ödem och blödning. men för det mesta är orsaken okänd.

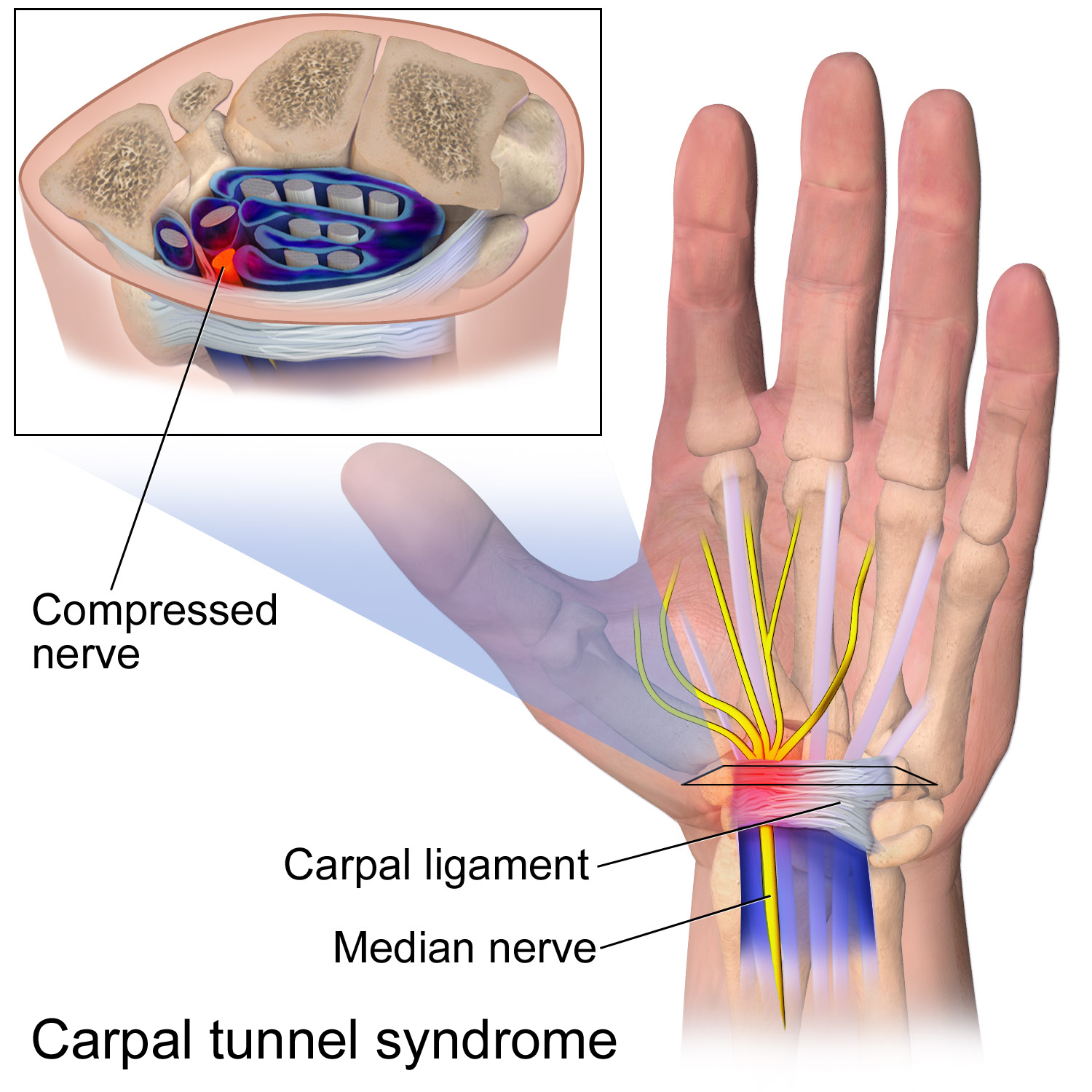
karpaltunneln

## Diagnostik
Vid misstanke om karpaltunnelsyndrom bör följande statusmoment ingå:
- Försök att provocera fram besvären med provokationstest som Phalens test, Tinels test och karpalkompressionstest.
- Inspektera om det finns synlig atrofi av musculus abductor pollisis brevis.
- undersök om det föreligger nedsatt kraft vid abduktion av tummen
- Testa känsel
- VId oklarhet kan neurofysiologisk undersökning vara till hjälp[2]

## Differententialdiagnostik
Om smärta upp till axel bör ritzopati från halsrygg uteslutas. Vid polyneuropati med symtom i både händer och fötter bör bland annat diabetes melliuts, hypotyreos och perifer polyneuropati misstänkas.

## Gradering av besvärsnivå

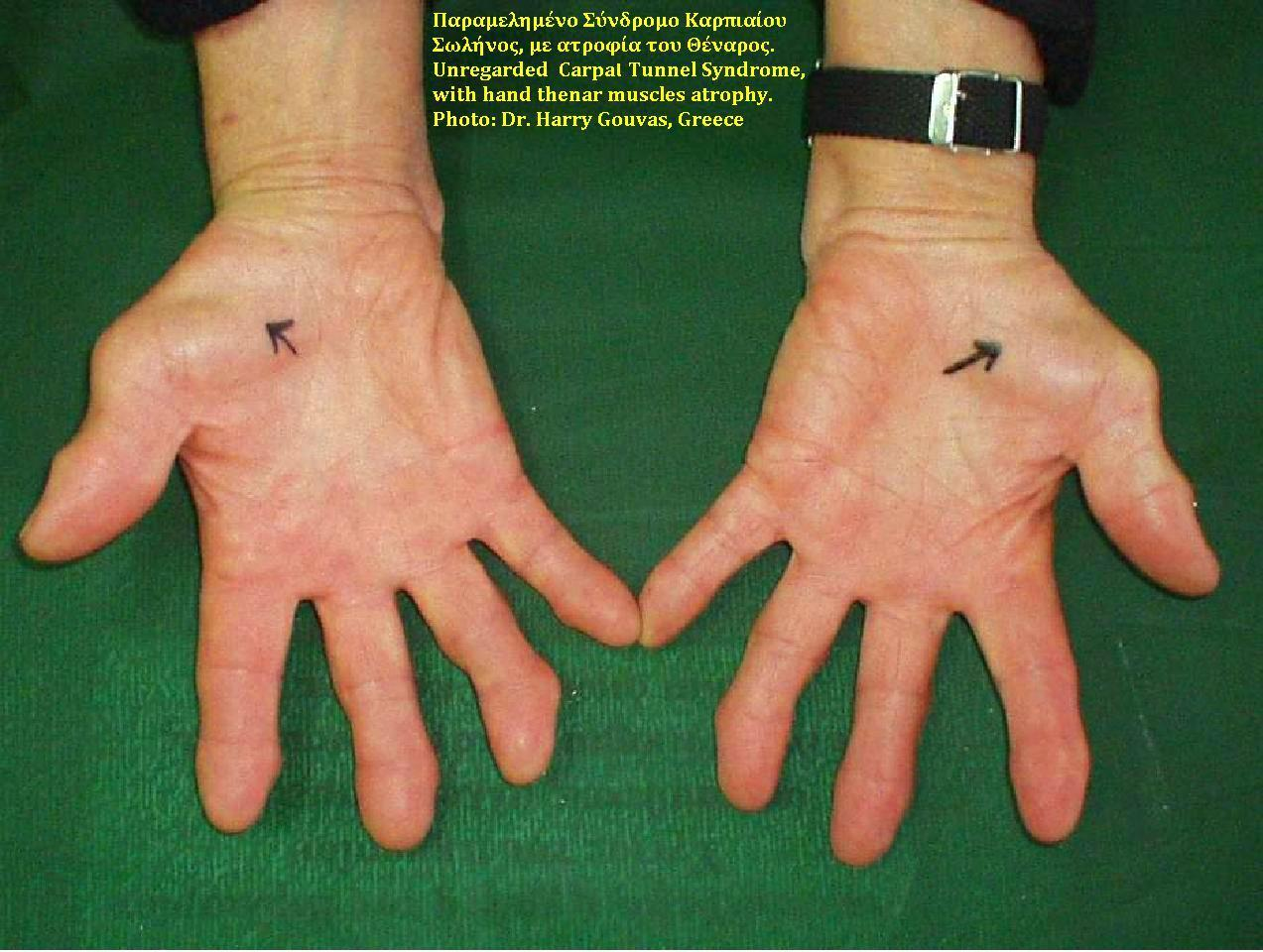
Atrofi av tummuskulatur

Grad !: intermittenta domningar, ingen värk, ingen kraftnedsättning, provokationstest oftast negativ eller ibland svagt positiva  
Grad II: konstanta domningar, värk ibland, mindre kraftnedsättning, muskelförtvining (atrofi) av tenarmuskulatruren kan förekomma, provokationstest positiva  
Grad III: uttalad känselnedsättning, konstant värk, ibland med utstrålning mot armbåge. Tydlig kraftnedsättning och synlig muskelförtvining av tenarmuskulaturen. provokationstester positiva

## Behandling

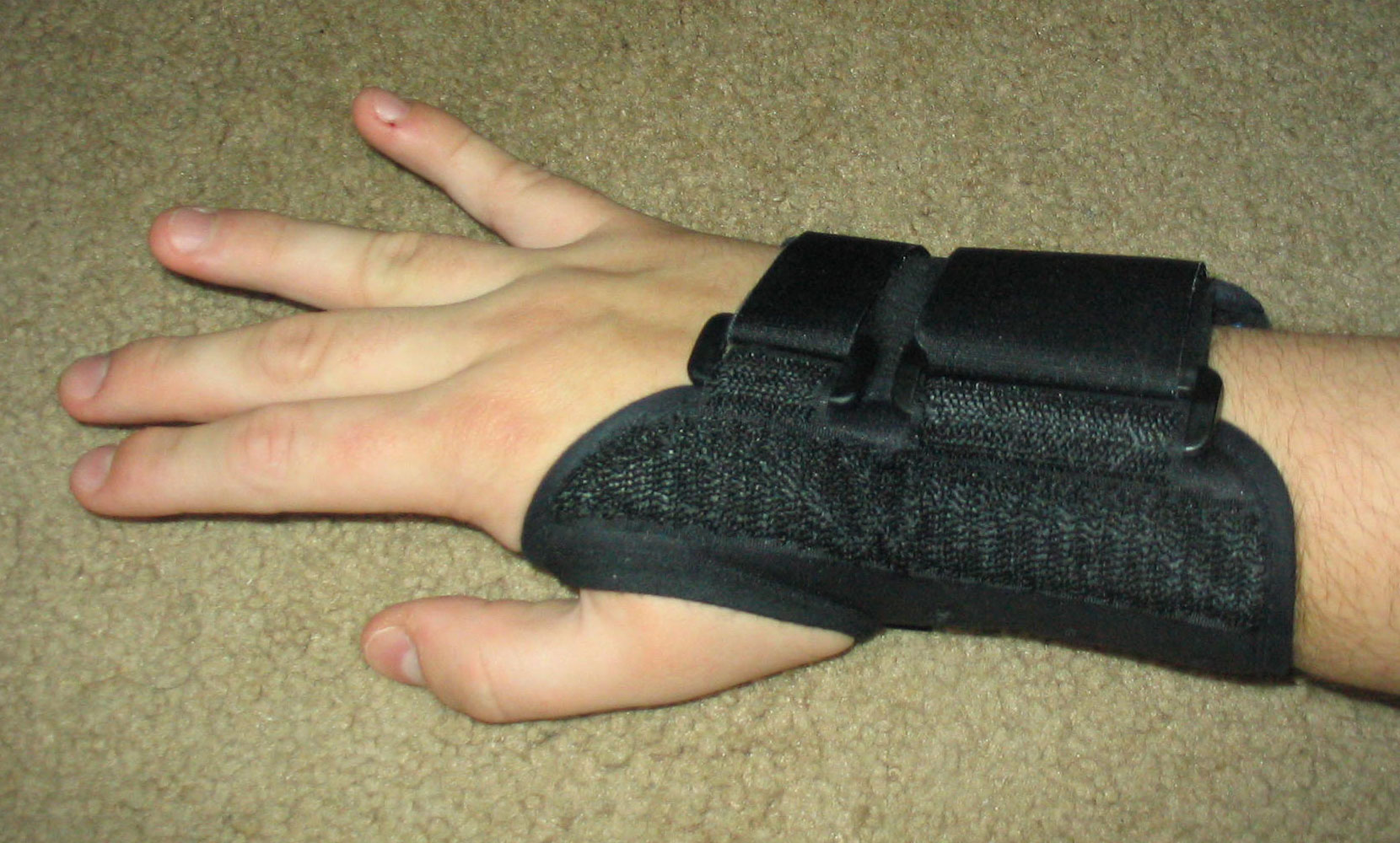
ortos handled

Grad I:  Konservativ behandling med nattskena hos arbetsterapeut i syfte att undvika handflexion och medföljande tryckstegring på medianusnerven. Arbetsterapeuten ger även ergonomiska råd  
Om utebliven förbättring kan operation övervägas.  
Grad II och II: Kirurgisk behandling och nattskena i väntan på operation.
Kirurgi har oftast god effekt. Syftet med åtgärden är att minska trycket på medianusnerven och på så sätt häva symtomen. Mellan 80 och 90 procent blir återställda, besvären tenderar inte heller att återkomma. Har besvären varit långvariga kan nerven blivit så pass skadad att motorisk och sensorisk nervfunktion blivit permanent nedsatt.

## Forskning
Forskning som nyligen gjorts på området visar att personer som använder sin smartphone frekvent löper större risk för att utveckla en förstorad mediannerv samt att få nedsatt funktion i handen och försämrad nypstyrka jämfört med andra. Forskare kan dock inte se ett tydligt samband mellan frekvent användande av smartphone och karpaltunnelsyndrom.
I en studie från 2016 där man undersökte handlederna hos 30 unga vuxna fann man att mediannerven i karpaltunneln roterades, deformerades och försköts när försökspersonerna utförde aktiviteter med händerna som liknar de man gör när man använder en smartphone. Forskarna i studien drog därmed slutsatsen att användandet av en smartphone trots allt ökar risken för karpaltunnelsyndrom.